# علم جزر سليمان

علم جزر سليمان

العلم المدني التجاري لجزر سليمان

علم جزر سليمان المستخدم في البحر

علم القوات البحرية لجزر سليمان

أعتمد علم جزر سليمان في 18 تشرين الثاني - نوفمبر من سنة 1977 وعلم جزر سليمان مقسم إلى مثلثين متساويين في الحجم. المثلث الموجود في القسم العلوي من العلم يكون باللون الأزرق بينما المثلث الموجود في القسم السفلي من العلم يكون باللون الأخضر ويفصل بين المثلثين شريط رفيع باللون الأصفر وفي المثلث الأزرق توجد خمسة نجوم خماسية الشكل باللون الأبيض، من الملاحظ أن علم جزر سليمان صمم في عام 1977 ليبدو مثل علم البرازيل من بعيد أثناء وجوده في البحر.

## معنى ألوان العلم
- الأزرق: يرمز إلى المحيط الهادئ.
- الأصفر: يرمز إلى الشمس.
- الأخضر: يرمز إلى أرض البلاد وثرواتها.
- ★ النجوم الخمسة: ترمز إلى الجزر الخمسة الرئيسية الكبرى المكونة لجزر سليمان.